# Dąbrówka Polska-Osada
Dąbrówka Polska-Osada [dɔmˈbrufka ˈpɔlska ɔˈsada] là một khu định cư ở khu hành chính của Gmina Banie Mazurskie, thuộc ở huyện Gołdapski, Warmińsko-Mazurskie, ở phía bắc Ba Lan, gần biên giới với tỉnh Kaliningrad của Nga.
Trước năm 1945, khu vực này là một phần của Đức (Đông Phổ).